# Christian Louboutin
Christian Louboutin (ur. 7 stycznia 1964 w Paryżu) – francuski projektant mody oraz założyciel domu mody Louboutin, znany z produkcji obuwia o charakterystycznej czerwonej podeszwie

## Życiorys

### Młodość
Louboutin dorastał w 12. dzielnicy Paryża jako jedyny syn Rogera - stolarza i Irene - gospodyni domowej. Miał trzy siostry. Już w dzieciństwie czuł się inny niż reszta rodziny, co doprowadziło go do odkrycia swojego egipskiego dziedzictwa po biologicznym ojcu. Jego fascynacja obuwiem zaczęła się w 1976 roku, kiedy odwiedził Musée national des Arts d’Afrique et d’Océanie. Tam zobaczył znak zakazujący kobietom noszenia butów na szpilkach z obawy przed uszkodzeniem drewnianej podłogi. Ten obraz zainspirował go do stworzenia obuwia, które przeciwstawia się ograniczeniom i podkreśla kobiecą siłę. Louboutin miał burzliwe młodzieńcze lata – trzykrotnie wyrzucano go ze szkoły, aż w wieku 12 lat zdecydował się uciec z domu. Jego matka pozwoliła mu zamieszkać u przyjaciela. W wieku nastoletnim należał do paryskiej grupy imprezowiczów „Bande Du Palace”, do której należała m.in. Eva Ionesco.

### Pierwsze kroki w świecie mody
Jako nastolatek zaczął pracę za kulisami kabaretu Folies Bergère, gdzie obserwował, jak tancerki poruszają się z gracją i pewnością siebie, mimo dużych nakryć głowy i wysokich obcasów. To doświadczenie utwierdziło go w przekonaniu, że chce projektować obuwie. W latach 80. zdobywał doświadczenie jako asystent mistrza obuwniczego Rogera Viviera, wynalazcy współczesnych szpilek. Pracował również dla domów mody takich jak Chanel, Yves Saint Laurent i Maud Frizon.

### Narodziny marki
W 1992 roku Louboutin otworzył swój pierwszy butik w Paryżu, gdzie jego pierwszą klientką była księżna Karolina z Monako. Jej pozytywna opinia opublikowana w prasie pomogła rozsławić markę. Wkrótce jego buty nosiły gwiazdy, takie jak Madonna, Jennifer Lopez, Tina Turner, Blake Lively, Sarah Jessica Parker i Priyanka Chopra która miała je na swoim ślubie. Charakterystycznym elementem stały się błyszczące czerwone podeszwy, które – jak twierdzi – zostały zainspirowane czerwonym lakierem do paznokci jego asystentki. Louboutin powiedział: „Czerwony to coś więcej niż kolor. To symbol miłości, namiętności i siły”.

### Globalna ekspansja i rozwój marki

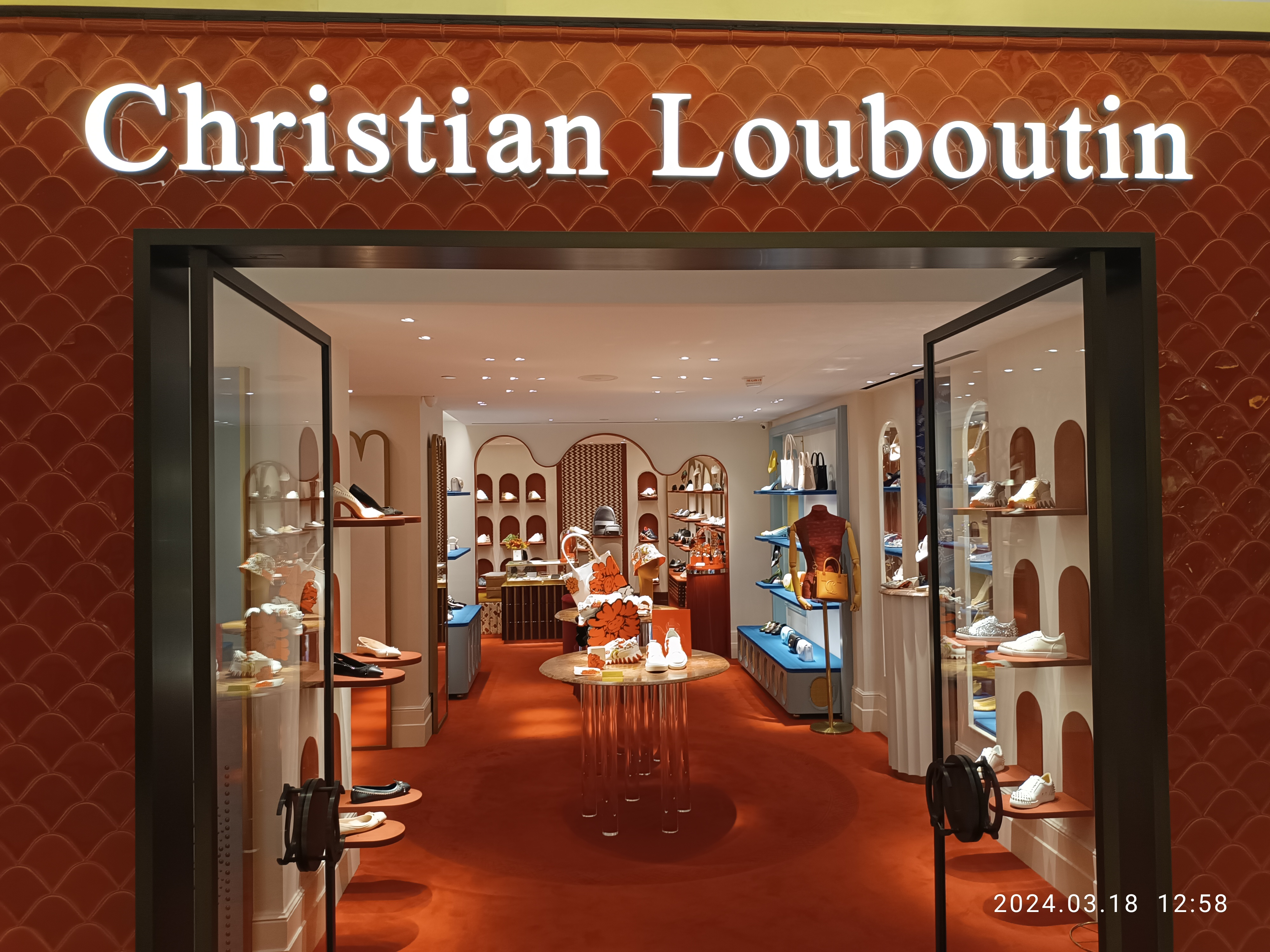
Butik Louboutin w Hongkongu

Na początku XXI wieku marka Louboutin zaczęła się dynamicznie rozwijać. Powstały flagowe butiki w Londynie, Las Vegas, Tokio, Singapurze i Dżakarcie. W 2003 roku Louboutin rozszerzył działalność, wprowadzając kolekcję torebek, a później także kosmetyki, w tym szminki, lakiery do paznokci i perfumy. W 2008 roku Instytut Technologii Mody w Nowym Jorku zorganizował pierwszą wystawę poświęconą jego twórczości – „Sole Desire: The Shoes of Christian Louboutin”. Kolejna wystawa, „L’Exhibition[niste]”, odbyła się w Paryżu w 2020 roku, celebrując 30-lecie jego kariery.

### Dziedzictwo i wpływ
Marka Louboutin przez lata zdobywała prestiżowe nagrody i wyróżnienia. Trzykrotnie znalazła się na szczycie Luxury Brand Status Index (LBSI), uznawana za najbardziej ekskluzywną markę obuwniczą. W 2019 roku Christian Louboutin otrzymał nagrodę Couture Council Award za artyzm mody. Dziś jego buty postrzegane są jako symbol luksusu, a charakterystyczne czerwone podeszwy są synonimem elegancji i pewności siebie. Christian Louboutin nie tylko ma wpływ na świat obuwia, ale także stworzył markę, która jest rozpoznawalna na całym świecie.

## Buty o charakterystycznej czerwonej podeszwie

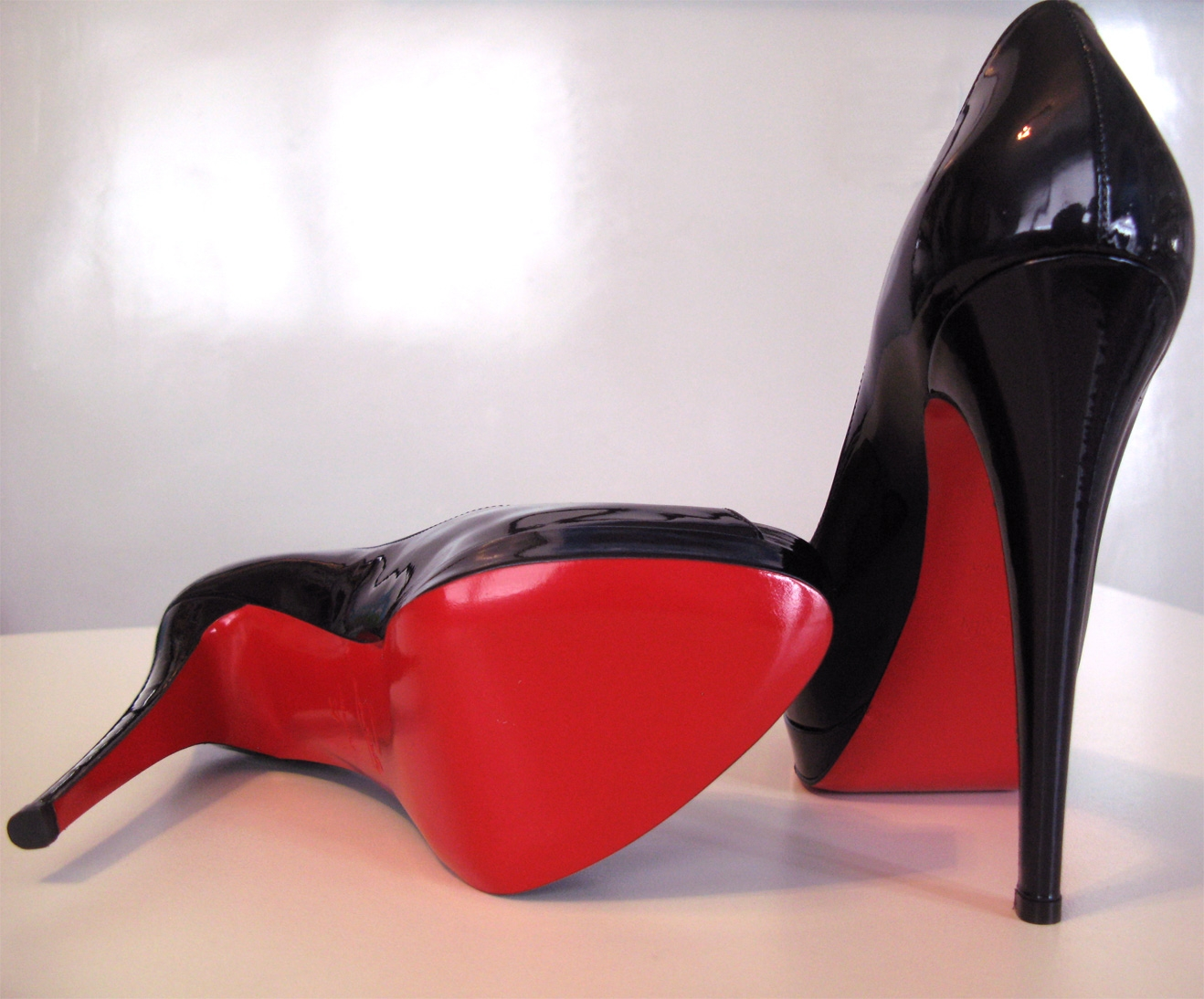
Szpilki Louboutin Altadama

Louboutin wprowadził je na rynek w latach 90, co wpłynęło na rynek obuwniczy. Projektował buty z myślą o podkreśleniu kobiecej sylwetki i elegancji. Wysokie obcasy, często przekraczające 12 cm, optycznie wydłużają nogi i dodają sylwetce wdzięku. Czerwona podeszwa, której kolor jest oznaczony kodem Pantone 18-1663 TPX, stała się znakiem rozpoznawczym marki.
Buty Louboutin stały się częścią popkultury i często pojawiają się w mediach, noszą je bohaterowie seriali takich jak Breaking Bad oraz Lucyfer. Pojawiają się w wielu teledyskach muzycznych, były również inspiracją do napisania piosenki „Louboutins” Jennifer Lopez. Jedną z kolekcjonerek jest Danielle Steel, która posiada ponad 6 000 par i jest w stanie kupić nawet 80 par naraz. 
Buty Louboutin są objęte ochroną prawną, co doprowadziło do licznych procesów sądowych z markami próbującymi kopiować charakterystyczną czerwoną podeszwę. Doszło też do sporu z znanym domem mody Yves Saint Laurent, który oferował buty z podobnymi podeszwami wcześniej niż Louboutin. Mimo wysokich cen, które często przekraczają 800 dolarów za parę, buty te cieszą się popularnością i uznawane są za symbol luksusu w świecie mody.

## Inne produkty
W 2003 roku rozszerzył działalność o torebki. W 2011 wprowadził kolekcję męskiego obuwia, a wraz z nią unikalną usługę Tattoo Parlor, pozwalającą klientom haftować swoje tatuaże na butach. W 2012 roku Louboutin wszedł na rynek kosmetyczny, tworząc Christian Louboutin Beauté. W 2014 roku zadebiutował lakier do paznokci Rouge Louboutin, inspirowany czerwoną podeszwą. Kolejne lata przyniosły kolekcję szminek (2015) i perfumy (2016), których opakowania zostały zaprojektowane przez studio Thomasa Heatherwicka. Marka stopniowo rozszerza ofertę luksusowych produktów, nawiązujących do jej charakterystycznej estetyki.